# Apophyga altapona
Apophyga altapona là một loài bướm đêm trong họ Geometridae.